# Willi Rimpau
Georg Willi Rimpau (* 16. Januar 1877 in Braunschweig; † 9. August 1963 in München) war ein deutscher Hygieniker und Mikrobiologe.

## Leben und Werk
Willi Rimpau, Sohn des Partikuliers Dietrich Rimpau, verbrachte seine Schulzeit in Braunschweig und studierte anschließend Medizin in Freiburg im Breisgau, Göttingen und München. In München wurde er zum Dr. med. promoviert. Rimpau wurde 1903 unter Robert Koch Assistent am Institut für Infektionskrankheiten in Berlin. Es folgte eine Tätigkeit als Hilfsarbeiter in der Medizinalabteilung des Preußischen Kultusministeriums. Von 1905 bis 1907 arbeitete er bei der Reichstyphusbekämpfung in Metz und Trier und übernahm anschließend die Leitung der bakteriologischen Anstalt in Hagenau im Elsass. Er wechselte als Hilfsarbeiter an das Kaiserliche Gesundheitsamt in Berlin. Am 1. Januar 1911 wurde er zweiter Direktor der neu gegründeten Königlichen Bakteriologischen Untersuchungsanstalt in München. An der Seite von Max von Gruber und Adolf Dieudonné erfolgte der Ausbau des nachfolgend staatlichen Instituts. Er war ab 1942 Mitglied der Leopoldina. Rimpau trat 1948 in den Ruhestand.
Rimpau forschte auf den Gebieten der Seuchenbekämpfung, der Mikrobiologie und der Geomedizin und verfasste hierzu mehrere Veröffentlichungen. Er trug 1937 zur Klärung der als Feldfieber, Erntefieber, Schlammfieber bezeichneten Epidemien bei und wurde aufgrund seiner Verdienste bei der Bekämpfung der im Sommer 1913 in München grassierenden Typhusepidemie zum königlichen Professor ernannt.

## Ehrungen
- 1941: Preis der "Stiftung für experimentelle Therapie", bis 1933 Aronson-Preis, zus. mit J. Kathe (Breslau)[2]
- 1953: Verdienstkreuz (Steckkreuz) der Bundesrepublik Deutschland

## Schriften (Auswahl)
- Beitrag zur Frage der Verbreitung der Bazillen der Paratyphusgruppe. Springer, Berlin 1909, OCLC 705578159.
- Zur Geschichte der Geoepidemiologie. In: Veröffentlichungen aus dem Gebiete des Volksgesundheitsdienstes. Band 48, Heft. 3. R. Schoetz, Berlin 1937, OCLC 14221466.
- Die Leptospirose. Eine kurze Darstellung für Ärzte, Tierärzte und Gesundheitsbehörden. In: Monographien der „Medizinischen Klinik“. 8 Urban & Schwarzenberg, München/Berlin 1950, DNB 454048599.